# Tricentra albisignata
Tricentra albisignata là một loài bướm đêm trong họ Geometridae.